# Paul Westphal
Paul Douglas Westphal (ur. 30 listopada 1950 w Torrance, zm. 2 stycznia 2021 w Scottsdale) – amerykański koszykarz, występujący na pozycji obrońcy, mistrz NBA z 1974, uczestnik spotkań gwiazd, wielokrotnie zaliczany do składów najlepszych graczy sezonu.
W 1968 został uznany za najlepszego zawodnika amerykańskich szkół średnich w USA (Mr. Basketball USA).
Po czterech pełnych sezonach spędzonych na University of Southern California Westphal przystąpił do draftu NBA. Został w nim wybrany z numerem 10, ogólnej listy, przez Boston Celtics. W pełnym gwiazd klubie nie odgrywał zbyt znaczącej roli, miał jednak od kogo się uczyć, a do tego zdobył po drodze swój pierwszy i jedyny, jak się miało później okazać, tytuł mistrza NBA.
23 maja 1975 roku został wysłany do Phoenix wraz z wyborami drugich rund draftu 1975 (Jimmy Dan Conner) oraz 1976 (Butch Feher) w zamian za byłego olimpijczyka z Meksyku Charliego Scotta. Dopiero tam zaczął się rozwijać i mógł pokazać czego nauczył się podczas gry w Celtics.
Westphal odegrał kluczową rolę w doprowadzeniu Suns do pierwszych w historii klubu finałów NBA, w 1976 roku. W trakcie całych play-off notował wtedy średnio 21,1 punktu, 5,1 asysty oraz 1,8 przechwytu. Mecz numer 5 tamtych finałów przeszedł do historii ze względu na aż 3 dogrywki, które były potrzebne do wyłonienia zwycięzcy. O wygranej (128-126), jego byłego zespołu Celtics, zadecydował wtedy zaledwie jeden rzut.   
Podczas pobytu w Arizonie oprócz występu w finałach ligi, zdobył też wiele indywidualnych wyróżnień. Był nominowany 4-krotnie do All-NBA Teams, przy czym trzy razy do pierwszego składu, wystąpił też czterokrotnie meczu gwiazd NBA. Plasował się też wielokrotnie w pierwszej dziesiątce najlepszych strzelców oraz asystentów ligi. Po pięciu latach spędzonych z Suns został wytransferowany do Seattle w zamian za innego All-Stara oraz byłego mistrza NBA (1979) – Dennisa Johnsona. W barwach Sonics wziął udział w kolejnym, piątym już z rzędu meczu gwiazd, po czym po zaledwie roku opuścił klub.
Kolejnym przystankiem okazał się Nowy Jork. Z powodu kontuzji rozegrał zaledwie 18 spotkań, podczas rozgrywek 1981/82. Po powrocie zrekompensował to sobie zdobywając nagrodę dla najlepszego zawodnika, powracającego po kontuzji – NBA Comeback Player of the Year Award. Mimo wszystko nie uchroniło go to od zwolnienia. Swoją ostatnią umowę w karierze podpisał ponownie Suns, po czym zakończył karierę.
W 1985 został trenerem Southwestern Baptist Bible College, po roku przeniósł się do Grand Canyon College, który to poprowadził do mistrzostwa NAIA w 1988. Po tym sukcesie został asystentem  Cottona Fitzsimmonsa w Phoenix Suns. Po czterech lata awansował na stanowisko głównego trenera i już jako debiutant w tej roli poprowadził Suns prosto do finałów NBA, gdzie byli zmuszeni uznać wyższość, kroczących po tzw. three-peat Chicago Bulls z Jordanem na czele.
W kolejnych latach trenował Seattle SuperSonics, Pepperdine Waves oraz Sacramento Kings.

## Osiągnięcia

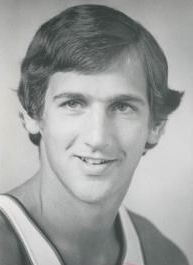
Paul Westphal w 1975.

Na podstawie, o ile nie zaznaczono inaczej.

### NCAA
- Zaliczony do:
  - I składu All-Pac-8 (1970, 1971)
  - II składu All-American (1971 przez Associated Press, 1972 przez NABC)
  - III składu All-American (1971 przez NABC, UPI, 1972 przez UPI)
- Drużyna USC Trojans zastrzegła należący do niego numer 25

### NBA
- Mistrz NBA (1974)
- Wicemistrz NBA (1976)
- Uczestnik meczu gwiazd:
  - NBA (1977–1981)
  - Legend NBA (1989)[8]
- Wybrany do:
  - I składu NBA (1977, 1979–1980)
  - II składu NBA (1978)
  - Phoenix Suns Ring of Honor
- Klub Phoenix Suns zastrzegł należący do niego w numer 44
- Laureat nagrody NBA Comeback Player of the Year Award (1983)[9]
- Zwycięzca konkursu H–O–R–S–E podczas meczu gwiazd NBA (1977)

### Inne
- Zaliczony do Galerii Sław Koszykówki im. Jamesa Naismitha (2019)[10]

### Kadra
- Uczestnik igrzysk panamerykańskich (1971)[11]

### Trener
- Finalista NBA (1993)
- 2-krotnie wybierany na trenera Zachodu podczas meczu gwiazd NBA (1993, 1995)